# Рисаї
Риса́ї (рос. Рысаи) — присілок у складі Селтинського району Удмуртії, Росія.

## Населення
Населення — 64 особи (2010; 92 в 2002).
Національний склад станом на 2002 рік:
- удмурти — 95 %

## Урбаноніми[3]
- вулиці — Рисаївська, Східна